# Xyletininae
Xyletininae — подсемейство жесткокрылых насекомых семейства точильщиков.

## Описание
Тело короткое, широкое, овальное, часто несколько удлинённое. Усики у самца и самки пильчатые, редко гребенчатые. Диски надкрылий с бороздками, реже в беспорядочных точках.

## Систематика
В составе рода:
- роды: Deroptilinus — Lasioderma — Leanobium — Megorama — Metholcus — Neoxyletobius — Paraxyletinus — Pronus — Pseudoptilinus — Pseudopronus — Trachelobrachys — Vrilletta — Xyletinus — Xyletobius — Xyletomerus